# Luxemburg az 1984. évi nyári olimpiai játékokon
Luxemburg az egyesült államokbeli Los Angelesben megrendezett 1984. évi nyári olimpiai játékok egyik részt vevő nemzete volt. Az országot az olimpián 3 sportágban 5 sportoló képviselte, akik érmet nem szereztek.

## Atlétika
| Versenyző   | Versenyszám | Eredmény | Helyezés |
| ----------- | ----------- | -------- | -------- |
| Marc Agosta | Maraton     | 2:27:41  | 54.      |

## Íjászat
| Versenyző                | Versenyszám  | 1. forduló | 1. forduló | 2. forduló | 2. forduló | Összesítés | Összesítés |
| Versenyző                | Versenyszám  | Pont       | Hely.      | Pont       | Hely.      | Pont       | Helyezés   |
| ------------------------ | ------------ | ---------- | ---------- | ---------- | ---------- | ---------- | ---------- |
| André Braun              | Férfi egyéni | 1227       | 27.        | 1232       | 22.        | 2459       | 24.        |
| Claude Rohla             | Férfi egyéni | 1217       | 32.        | 1204       | 35.        | 2421       | 32.        |
| Jeannette Goergen-Philip | Női egyéni   | 1224       | 17.        | 1228       | 15.        | 2452       | 16.        |

## Sportlövészet
Férfi
| Versenyző     | Versenyszám       | Pont | Helyezés |
| ------------- | ----------------- | ---- | -------- |
| Roland Jacoby | Sportpuska, fekvő | 591  | 17.      |